# Tabanus eurycerus
Tabanus eurycerus är en tvåvingeart som beskrevs av Philip 1937. Tabanus eurycerus ingår i släktet Tabanus och familjen bromsar. Inga underarter finns listade i Catalogue of Life.